# Петър Данаилов
Петър Данаилов Христов е български политик от Българската комунистическа партия (БКП), министър на енергетиката през 1973 – 1976 година.

## Биография
Петър Данаилов е роден на 23 октомври 1926 година в село Комарево, Плевенско. От 1941 година е член на Работническия младежки съюз, а от 1944 година – и на БКП. След Деветосептемврийския преврат от 1944 година работи в апарата на комсомола в Плевен. През 1950 година е прехвърлен в Централния комитет на Димитровския комунистически младежки съюз (ДКМС) в София и през 1952 година получава диплома по право от Софийския университет „Климент Охридски“.
От 1952 година Данаилов ръководи окръжния комитет на ДКМС, от 1956 година – градския комитет на БКП, а от 1959 до 1973 година – окръжния комитет на БКП в Русе. От 1962 година е кандидат-член, а между 1971 и 1990 година е член на Централния комитет на БКП. През 1972 година получава званието „Герой на социалистическия труд“.
В периода 1973 – 1976 е министър на енергетиката в първото правителство на Станко Тодоров. Той е активен поддръжник на изграждането на втора атомна електроцентрала при Батин в Русенски окръг, но не успява да наложи мнението си. След като е отстранен от правителството, Данаилов последователно е посланик в Румъния (1976 – 1981), Чехословакия (1982 – 1987) и Северна Корея (1988 – 1990).
Умира на 27 септември 2015 година в Русе.